# 八郎潟町

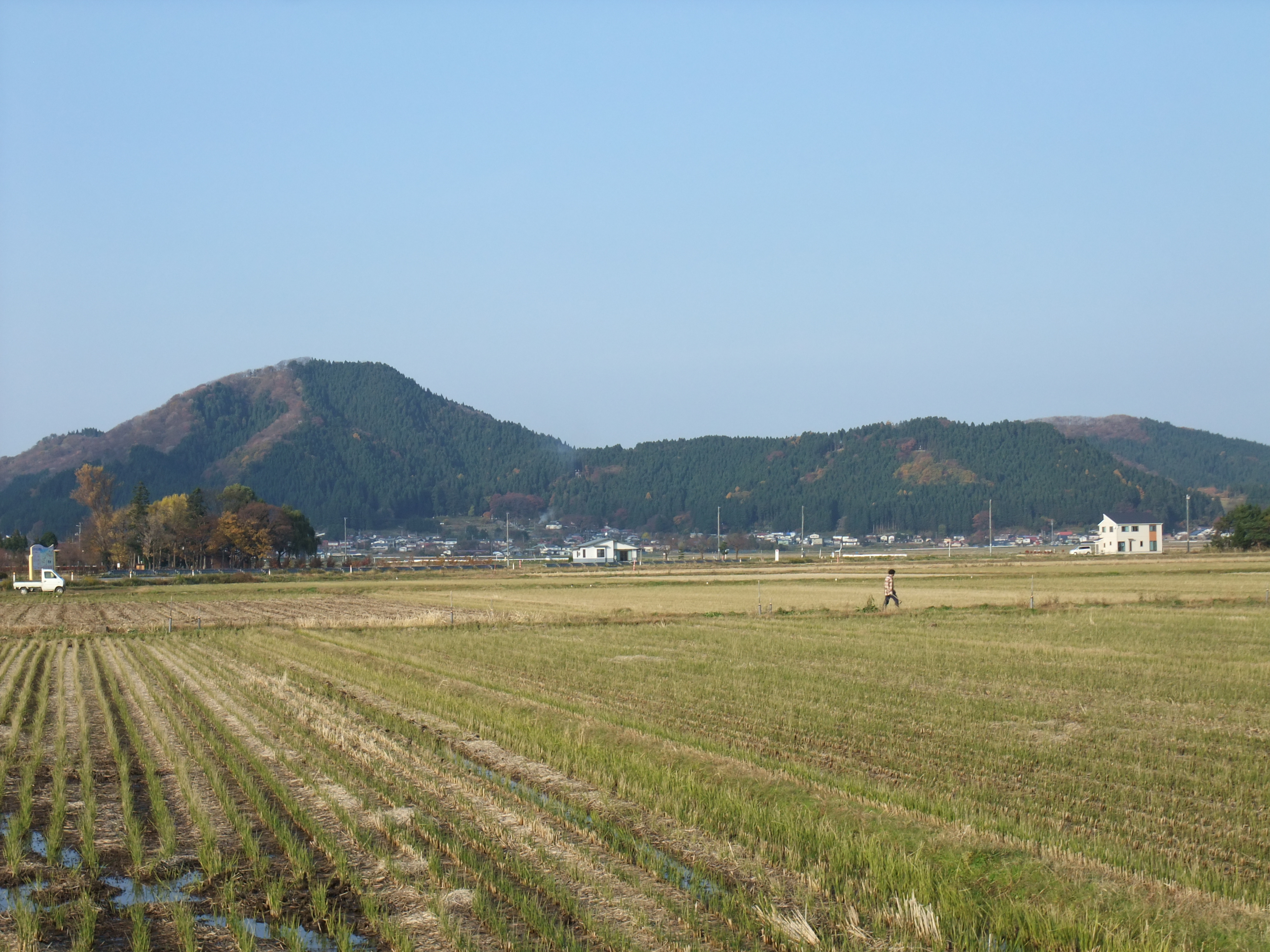
高岳山

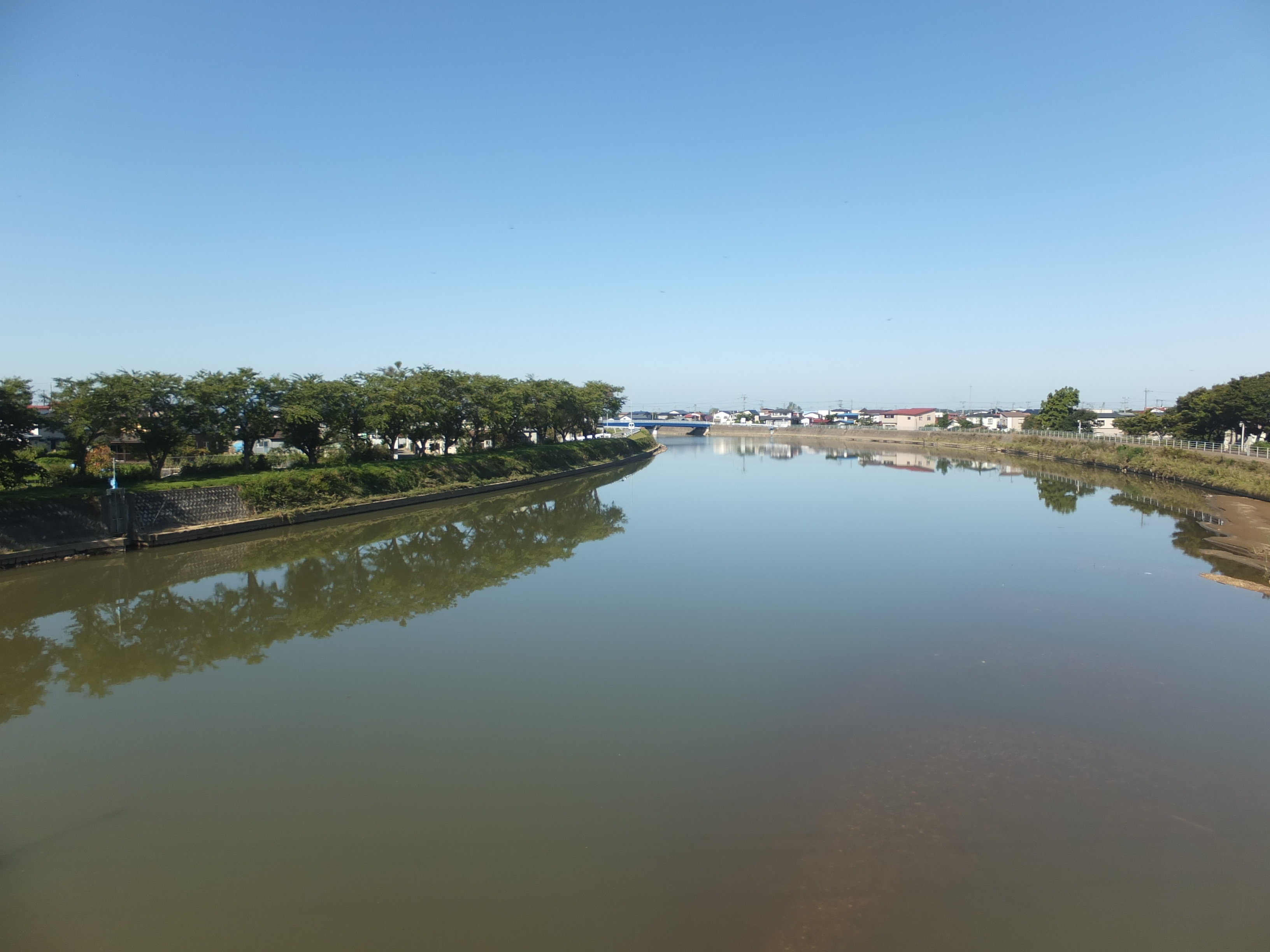
馬場目川

八郎潟町（はちろうがたまち）は、秋田県の北西部に位置し、南秋田郡に属する町。行政区域は面積17.0km2で、秋田県内では一番小さな自治体である。

## 地理
八郎潟・東部承水路の東側に位置し、県都秋田市から北に30キロ程に位置する。秋田平野の北端に位置しおおむね平坦な地形である。中心市街地は八郎潟駅前の商店街ではあるものの、秋田市に近いことから大規模店舗は存在せず、昔からの商店が立ち並んでいる。JR奥羽本線と国道7号が南北に走り、東部には秋田自動車道 五城目八郎潟ICがあり、交通の便はよい。

### 山
- 森山
- 高岳山
- 三倉鼻

### 川
- 馬場目川

### 地域
- 一日市
- 浦大町
- 真坂
- 夜叉袋
- 小池
- 川崎

### 隣接している自治体
- 南秋田郡：五城目町、大潟村、井川町
- 山本郡：三種町

## 歴史
- 出羽国秋田郡大河村として成立。
- 1889年（明治22年） - 町村制の施行により一日市村、面潟村が成立する。
- 1902年（明治35年） - 奥羽本線の一日市-能代（現・東能代）間が開通する。
- 1925年（大正14年） - 一日市村が町制を施行し、一日市町となる。
- 1945年（昭和20年） - 一日市大火。一日市町598戸、面潟村94戸が焼失する。
- 1956年（昭和31年） - 昭和の大合併で一日市町と面潟村が合併して八郎潟町となる。
- 1958年（昭和33年） - 浦横町、岡本、野田の3集落が五城目町へ分町する。
- 1958年（昭和33年） - 八郎潟の干拓工事が始まる。
- 1963年（昭和38年） - 一日市中学校、面潟中学校を統合し八郎潟中学校となる。
- 1976年（昭和51年） - 一日市小学校、面潟小学校、高岡小学校を統合し八郎潟小学校となる。
- 2005年（平成17年） - 平成の大合併の議論で隣接する五城目町、井川町との法定合併協議会を廃止する。法定合併協議会から井川町が脱退する。これがきっかけで八郎潟町も住民アンケートの結果により脱退することになり、法定合併協議会は廃止となった。
- 2014年（平成26年） - 湖東総合病院が新築移転し、湖東厚生病院として開院。
- 2015年（平成27年）5月1日 - 八郎潟駅西側に八郎潟町立図書館が設立。

## 産業

### 漁業
- 八郎湖漁港

### 郵便局
- 八郎潟郵便局
- 真坂郵便局

### 金融機関
- 北都銀行八郎潟支店・五城目支店
- 秋田信用金庫八郎潟支店
- あきた湖東農業協同組合八郎潟支所

### 企業
- 日本機械工業(株)秋田工場
- (株)やすだ(安田の佃煮)
- 横浜電子工業(株)

## 地域

### 人口
| |                                          |  |
| 八郎潟町と全国の年齢別人口分布（2005年） | 八郎潟町の年齢・男女別人口分布（2005年） |  |
| ■紫色 ― 八郎潟町 ■緑色 ― 日本全国 | ■青色 ― 男性 ■赤色 ― 女性                |  |
| 八郎潟町（に相当する地域）の人口の推移 \| 1970年（昭和45年） \| 8,189人 \| \| \| 1975年（昭和50年） \| 8,069人 \| \| \| 1980年（昭和55年） \| 8,228人 \| \| \| 1985年（昭和60年） \| 8,239人 \| \| \| 1990年（平成2年） \| 8,152人 \| \| \| 1995年（平成7年） \| 7,768人 \| \| \| 2000年（平成12年） \| 7,533人 \| \| \| 2005年（平成17年） \| 7,093人 \| \| \| 2010年（平成22年） \| 6,623人 \| \| \| 2015年（平成27年） \| 6,080人 \| \| \| 2020年（令和2年） \| 5,583人 \| \| |                                          |  |
| 総務省統計局 国勢調査より |                                          |  |
| 1970年（昭和45年） | 8,189人                                  |  |
| 1975年（昭和50年） | 8,069人                                  |  |
| 1980年（昭和55年） | 8,228人                                  |  |
| 1985年（昭和60年） | 8,239人                                  |  |
| 1990年（平成2年） | 8,152人                                  |  |
| 1995年（平成7年） | 7,768人                                  |  |
| 2000年（平成12年） | 7,533人                                  |  |
| 2005年（平成17年） | 7,093人                                  |  |
| 2010年（平成22年） | 6,623人                                  |  |
| 2015年（平成27年） | 6,080人                                  |  |
| 2020年（令和2年） | 5,583人                                  |  |

### 教育
- 八郎潟町立八郎潟中学校 - 同中野球部が石井浩郎、後藤光尊などを輩出しているほか、卒業生には多くのアスリートがいる
- 八郎潟町立八郎潟小学校
- 八郎潟町立八郎潟幼稚園

### 文化
- 八郎潟町えきまえ交流館「はちパル」
  - 八郎潟町立図書館

### 医療
- 秋田県厚生農業協同組合連合会湖東厚生病院

## 交通

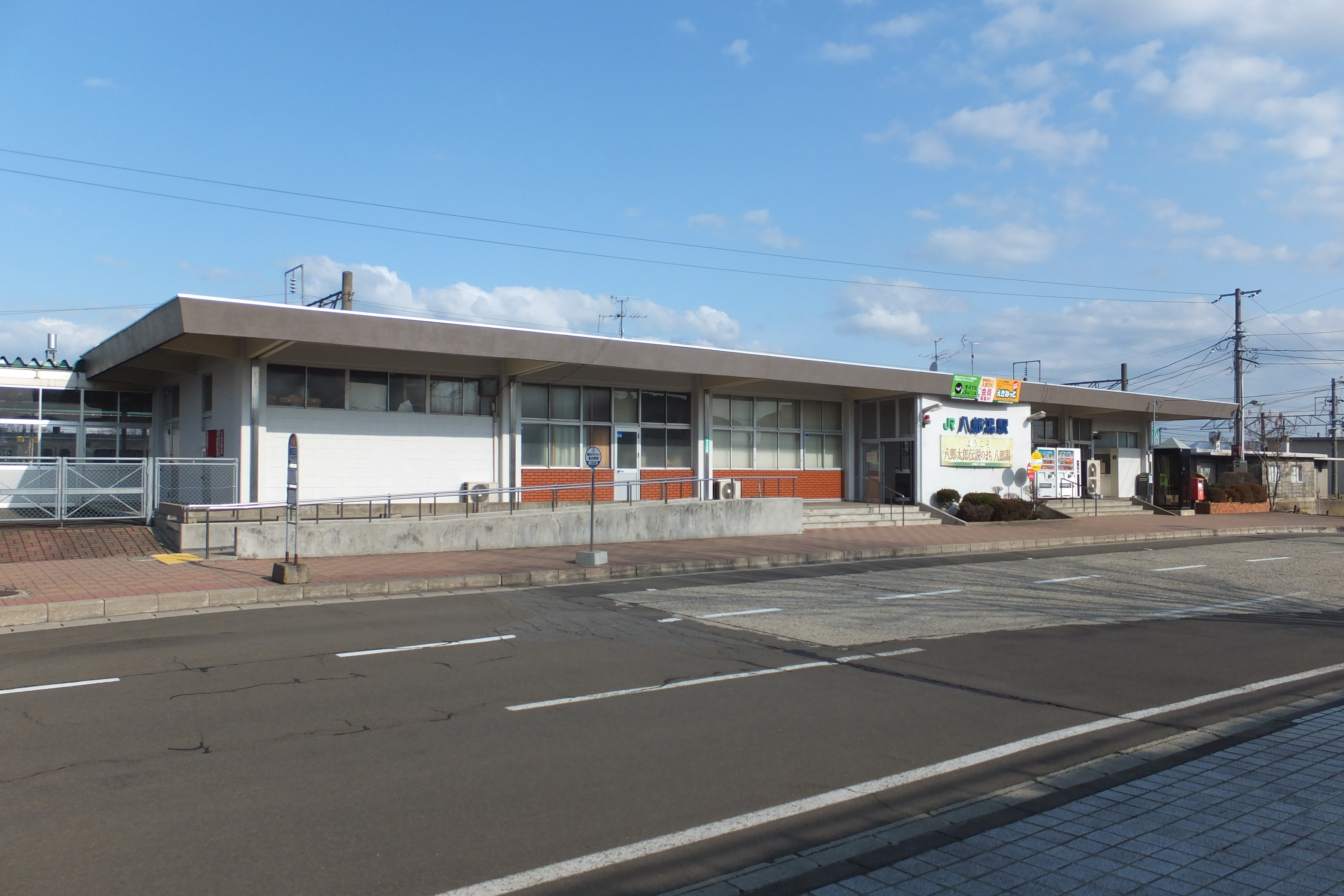
八郎潟駅

### 鉄道
- 東日本旅客鉄道
  - 奥羽本線 - 八郎潟駅

### バス
- 南秋地域広域マイタウンバス（五城目バスターミナル - 湖東病院・八郎潟駅 - 大潟村） - 秋田中央トランスポート五城目営業所による運行

### 道路
- 高速自動車国道
  - E7 秋田自動車道
  - 五城目八郎潟IC（五城目町にあるインターチェンジであるが、高速入口交差点は八郎潟町にある）
- 一般国道
  - 国道7号
- 主要地方道
  - 秋田県道15号秋田八郎潟線
- 一般県道
  - 秋田県道219号三倉鼻五城目線
  - 秋田県道220号真坂五城目線
  - 秋田県道298号道村大川線

## 名所・旧跡・観光スポット
- 副川神社
- 清源寺
- 一日市の盆踊

## 出身者
- 石井浩郎（政治家）
- 小野稔（財務省財務総合政策研究所副所長）
- 後藤光尊（元プロ野球選手・オリックス・バファローズ打撃コーチ）
- 柳田英明（アマチュアレスリング選手）
- 佐藤満（アマチュアレスリング選手）
- 一ノ関史郎（重量挙げ選手、書家）
- 順弘子 (歌手)
- 門間久男 (詩人)
- 渡部美代子 - バスケットボール選手
- 志田千陽（バドミントン選手）